# 寧浩
寧 浩（ニン・ハオ、日本語漢字読み:ねい・こう、Ning Hao、1977年9月9日 - ）は、中華人民共和国の映画監督。

## 経歴
山西省の出身である。北京電影学院在学中に撮影した『星期四星期三』（2000年）でデビューした。
音楽プロモーションビデオ撮影を生業とする。山西省の大同を舞台にした『香火〜インセンス』が2003年の東京フィルメックスで最優秀賞を獲得した。その後、第18回東京国際映画祭に『モンゴリアン・ピンポン』を出品。
2006年、重慶を舞台にしたアクションコメディー『クレイジー・ストーン 〜翡翠狂騒曲〜』が大ヒットした。音楽はファンキー末吉が担当した。なおこの作品にはアンディ・ラウが投資している。

## 監督作品
- 木曜日·水曜日（星期四星期三）（2000年、中国）
- 香火〜インセンス（香火）（2003年、中国）東京フィルメックスで上映
- モンゴリアン・ピンポン（绿草地）（2005年、中国）
- クレイジー・ストーン 〜翡翠狂騒曲〜（疯狂的石头）（2006年、中国・香港）
- 瘋狂的賽車（疯狂的赛车）（2009年、中国）
- 黃金大劫案（黄金大劫案）（2012年、中国）
- 無人区（无人区）（2013年、中国）2014東京・中国映画週間で上映
- 心花路放（2014年、中国）
- 愛しの母国（我和我的祖国）（2019年、中国）
- 愛しの故郷（我和我的家乡）（2020年、中国）兼総監督

## その他の作品
- ソード・ロワイヤル（刀見笑）（2010年、中国） - 出演
- 修羅:黒衣の反逆（繍春刀 修羅戰場）（2017年、中国） - 製作
- 薬の神じゃない!（我不是藥神）（2018年、中国） - 製作